# Derris laotica
Derris laotica är en ärtväxtart som beskrevs av François Gagnepain. Derris laotica ingår i släktet Derris och familjen ärtväxter.

## Underarter
Arten delas in i följande underarter:
- D. l. laotica
- D. l. virens